# 印第安納波利斯聯邦快遞槍擊案
2021年4月15日，美国印第安纳州印第安纳波利斯的联邦快递的工作場所发生大规模枪击事件，造成9人死亡。其中枪手是19岁的联邦快递前雇员布兰登·斯科特·霍尔（Brandon Scott Hole），兇手在事件中自杀身亡。此外還有7人受伤。